# Gressey
Gressey est une commune française située dans le département des Yvelines en région Île-de-France.
Ses habitants sont appelés les Gresseyais.

## Géographie

Localisation de Gressey dans les Yvelines.

### Situation
La commune de Gressey est située dans l'ouest du département des Yvelines, à la limite du département d'Eure-et-Loir, à 23 kilomètres environ au sud-ouest de Mantes-la-Jolie, sous-préfecture, et à 43 km environ à l'ouest de Versailles, préfecture du département.
Gressey fait partie de la région naturelle et agricole du Drouais.
Les communes limitrophes sont  Boissets au nord-est, Civry-la-Forêt au nord, Richebourg à l'est, Houdan au sud et Saint-Lubin-de-la-Haye à l'ouest, cette dernière commune appartenant à l'Eure-et-Loir.

### Hydrographie
Le territoire de Gressey appartient au bassin versant de la Seine et se trouve en quasi-totalité dans le sous-bassin versant de la Vesgre, affluent de l'Eure qui coule à environ quatre kilomètres au sud-ouest du bourg.
Il n'existe aucun cours d'eau permanent dans la commune, plusieurs talwegs drainent les eaux superficielles vers la Vesgre. Plusieurs mares sont dispersées dans la commune, l'une d'elles ayant donné son nom au « hameau de la Mare ».
La frange nord du territoire communal se trouve sur la ligne de partage des eaux entre la Vesgre au sud et la Vaucouleurs, au nord.

### Climat
Pour des articles plus généraux, voir Climat de l'Île-de-France et Climat des Yvelines.
En 2010, le climat de la commune est de type climat océanique dégradé des plaines du Centre et du Nord, selon une étude du CNRS s'appuyant sur une série de données couvrant la période 1971-2000. En 2020, Météo-France publie une typologie des climats de la France métropolitaine dans laquelle la commune est exposée à un climat océanique et est dans la région climatique Sud-ouest du bassin Parisien, caractérisée par une faible pluviométrie, notamment au printemps (120 à 150 mm) et un hiver froid (3,5 °C).
Pour la période 1971-2000, la température annuelle moyenne est de 10,4 °C, avec une amplitude thermique annuelle de 14,5 °C. Le cumul annuel moyen de précipitations est de 661 mm, avec 10,7 jours de précipitations en janvier et 8 jours en juillet. Pour la période 1991-2020, la température moyenne annuelle observée sur la station météorologique la plus proche, située sur la commune de Bû à 9 km à vol d'oiseau, est de 11,4 °C et le cumul annuel moyen de précipitations est de 633,2 mm,. Pour l'avenir, les paramètres climatiques de la commune estimés pour 2050 selon différents scénarios d'émission de gaz à effet de serre sont consultables sur un site dédié publié par Météo-France en novembre 2022.

### Voies de communication et transports

#### Réseau routier
Située à l'écart des grands axes de communication, la commune de Gressey est desservie uniquement par des routes locales, départementales et communales.
La départementale D 115, qui relie Longnes à Dannemarie en suivant sensiblement le limite Yvelines Eure-et-Loir, traverse la commune dans le sens nord-sud.
Dans le sens transversal, la départementale D 112  relie Gressey à Bazainville (à 7 km), tandis que la départementale D 147 rejoint Saint-Lubin-de-la-Haye (à 3 km).

### Transports collectifs
La commune n'est pas desservie par le chemin de fer. La gare la plus poche est celle de Houdan, située à 6 km environ au sud du village.
La commune est desservie par la ligne 9 du réseau de bus Centre et Sud Yvelines.

## Urbanisme

### Typologie
Au 1er janvier 2024, Gressey est catégorisée commune rurale à habitat dispersé, selon la nouvelle grille communale de densité à sept niveaux définie par l'Insee en 2022.
Elle est située hors unité urbaine. Par ailleurs la commune fait partie de l'aire d'attraction de Paris, dont elle est une commune de la couronne,. Cette aire regroupe 1 929 communes,.

### Occupation des solssimplifiée
Le territoire de la commune se compose en 2017 de 91,24 % d'espaces agricoles, forestiers et naturels, 3,74 % d'espaces ouverts artificialisés et 5,02 % d'espaces construits artificialisés.
Le territoire communal est essentiellement rural (91 %) et se partage principalement entre grandes cultures (céréales, colza) sur 559,3 hectares, soit 77,5 % de la superficie totale, et bois et forêt sur 88,6 hectares (soit 12,3 % du total). Les zones boisées sont dispersées en plusieurs parcelles, principalement dans la moitié nord du territoire.
La partie urbanisée comprend exclusivement des habitations individuelles. L'habitat, relativement lâche, occupe 30,8 hectares (4,3 % de la superficie totale). Il est réparti en trois centres : le bourg de Gressey, le plus important, où se trouvent la mairie et l'église, situé sensiblement au centre de la commune, et deux hameaux, la Mare vers l'ouest et Brunel vers le sud, près de la ferme du même nom.
L'espace consacré aux activités économiques occupe seulement 0,6 % du territoire (4,07 ha).

## Toponymie
Le nom de la localité est attesté sous les formes de Greceio en 1168 et 1177, Gresee au XIIIe siècle, Gressay en 1793, Gressey depuis 1930.

## Histoire

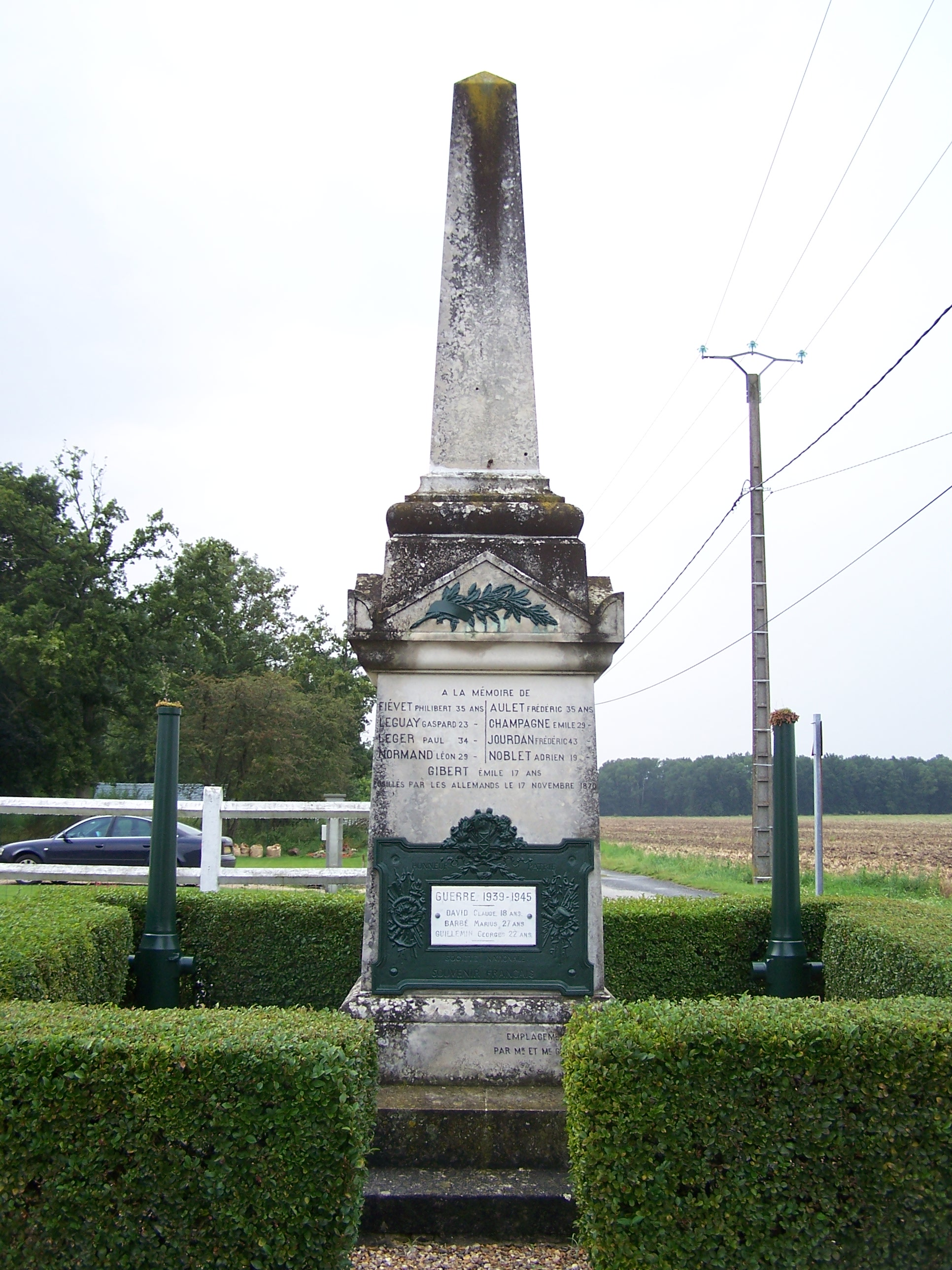
Monument aux morts de Gressey (voir en agrandissant l'image le nom et l'âge des condamnés).

- Le 17 novembre 1870, dans un champ près du hameau de la Mare, neuf habitants du village, âgés de 17 à 43 ans, furent fusillés par des soldats allemands furieux d’avoir perdu des hommes aux environs de Berchères-sur-Vesgre[16]. Le monument aux morts de la commune a été érigé à l'emplacement de ce meurtre.

## Politique et administration

### Liste des maires
| Période                                  | Période  | Identité        | Étiquette | Qualité |
| ---------------------------------------- | -------- | --------------- | --------- | ------- |
| Les données manquantes sont à compléter. |          |                 |           |         |
| mars 1995                                | 2008     | Henri Montargon |           |         |
| mars 2008                                | En cours | Valéry Bertrand |           |         |

### Instances administratives et judiciaires
La commune de Gressey appartient au canton de Bonnières-sur-Seine et est rattachée à la communauté de communes du pays Houdanais.
Sur le plan électoral, la commune est rattachée à la neuvième circonscription des Yvelines, circonscription à dominante rurale du nord-ouest des Yvelines.
Sur le plan judiciaire, Gressey fait partie de la juridiction d’instance de Mantes-la-Jolie et, comme toutes les communes des Yvelines, dépend du tribunal de grande instance ainsi que de tribunal de commerce sis à Versailles,.

## Population et société

### Démographie

#### Évolution démographique
L'évolution du nombre d'habitants est connue à travers les recensements de la population effectués dans la commune depuis 1793. Pour les communes de moins de 10 000 habitants, une enquête de recensement portant sur toute la population est réalisée tous les cinq ans, les populations de référence des années intermédiaires étant quant à elles estimées par interpolation ou extrapolation. Pour la commune, le premier recensement exhaustif entrant dans le cadre du nouveau dispositif a été réalisé en 2006.

En 2022, la commune comptait 539 habitants, en évolution de −1,1 % par rapport à 2016 (Yvelines : +2,72 %, France hors Mayotte : +2,11 %).
| 1793 | 1800 | 1806 | 1821 | 1831 | 1836 | 1841 | 1846 | 1851 |
| ---- | ---- | ---- | ---- | ---- | ---- | ---- | ---- | ---- |
| 279  | 345  | 333  | 364  | 397  | 375  | 368  | 376  | 361  |

| 1856 | 1861 | 1866 | 1872 | 1876 | 1881 | 1886 | 1891 | 1896 |
| ---- | ---- | ---- | ---- | ---- | ---- | ---- | ---- | ---- |
| 383  | 362  | 357  | 377  | 377  | 347  | 333  | 353  | 327  |

| 1901 | 1906 | 1911 | 1921 | 1926 | 1931 | 1936 | 1946 | 1954 |
| ---- | ---- | ---- | ---- | ---- | ---- | ---- | ---- | ---- |
| 354  | 350  | 374  | 312  | 325  | 295  | 310  | 231  | 213  |

| 1962 | 1968 | 1975 | 1982 | 1990 | 1999 | 2006 | 2011 | 2016 |
| ---- | ---- | ---- | ---- | ---- | ---- | ---- | ---- | ---- |
| 211  | 210  | 272  | 306  | 384  | 475  | 527  | 542  | 545  |

| 2021 | 2022 | - | - | - | - | - | - | - |
| ---- | ---- | - | - | - | - | - | - | - |
| 541  | 539  | - | - | - | - | - | - | - |

#### Pyramide des âges
En 2018, le taux de personnes d'un âge inférieur à 30 ans s'élève à 32,6 %, soit en dessous de la moyenne départementale (38,0 %). À l'inverse, le taux de personnes d'âge supérieur à 60 ans est de 23,2 % la même année, alors qu'il est de 21,7 % au niveau départemental.
En 2018, la commune comptait 271 hommes pour 273 femmes, soit un taux de 50,18 % de femmes, légèrement inférieur au taux départemental (51,32 %).
Les pyramides des âges de la commune et du département s'établissent comme suit.
| Hommes | Classe d’âge | Femmes |
| ------ | ------------ | ------ |
| 0,4    | 90 ou +      | 0,4    |
| 4,1    | 75-89 ans    | 7,9    |
| 18,4   | 60-74 ans    | 15,3   |
| 28,1   | 45-59 ans    | 23,9   |
| 19,4   | 30-44 ans    | 16,9   |
| 12,9   | 15-29 ans    | 15,2   |
| 16,6   | 0-14 ans     | 20,4   |

| Hommes | Classe d’âge | Femmes |
| ------ | ------------ | ------ |
| 0,6    | 90 ou +      | 1,4    |
| 6      | 75-89 ans    | 7,8    |
| 13,5   | 60-74 ans    | 14,8   |
| 20,7   | 45-59 ans    | 20,1   |
| 19,6   | 30-44 ans    | 19,9   |
| 18,5   | 15-29 ans    | 16,8   |
| 21,2   | 0-14 ans     | 19,2   |

### Enseignement
Gressey dépend de l'inspection académique de Versailles (académie de Versailles) et de la circonscription de Beynes.
La commune dispose seulement d'une école maternelle publique.
Pour l'école primaire les élèves de Gressey sont scolarisés à Houdan, ainsi que pour le collège (collège François-Mauriac). Les lycéens fréquentent le lycée Jean-Monnet à La-Queue-lez-Yvelines.

## Économie

### Agriculture

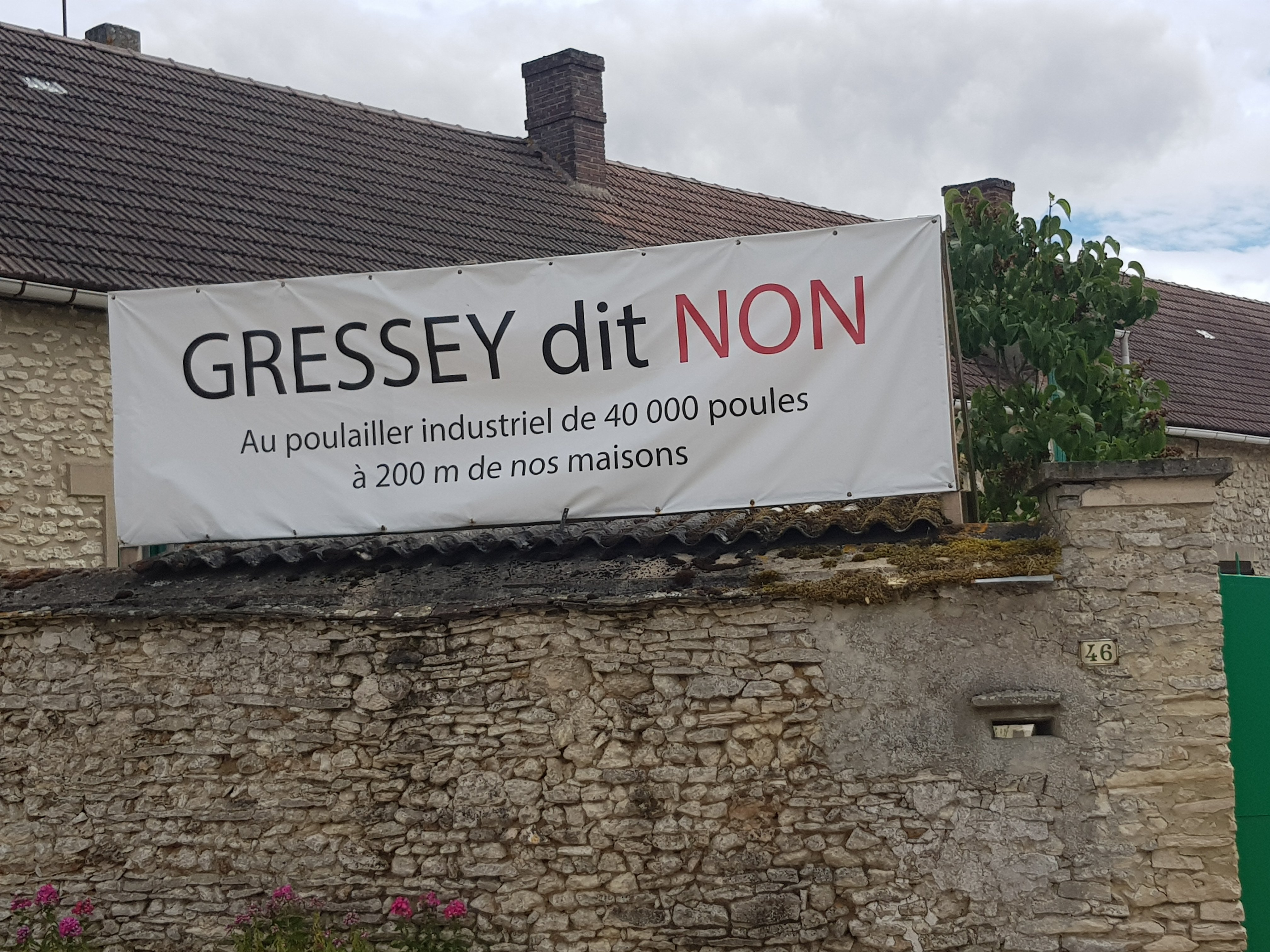

La commune comptait, au recensement agricole de 2000, quatre exploitations agricoles, exploitant une surface de 542 hectares de SAU (surface agricole utile), consacrée exclusivement à la grande culture : 529 hectares de terres labourables dont 333 de céréales, et 12 hectares de prairies permanentes. Cette SAU est la surface cultivée par les exploitations ayant leur siège dans la commune, elle a diminué de 9,4 % entre 1988 et 2000, passant de 598 à 542 hectares.
Il n'existait aucun élevage dans la commune alors que 50 bovins étaient encore recensés en 1988.
La main-d'œuvre employée équivalait à 4 UTA (unité de travail annuel).
En 2018, un projet d'élevage industriel de 40 000 poules est contesté par une partie des habitants, qui ont porté l'affaire devant le tribunal administratif de Versailles.

## Culture locale et patrimoine

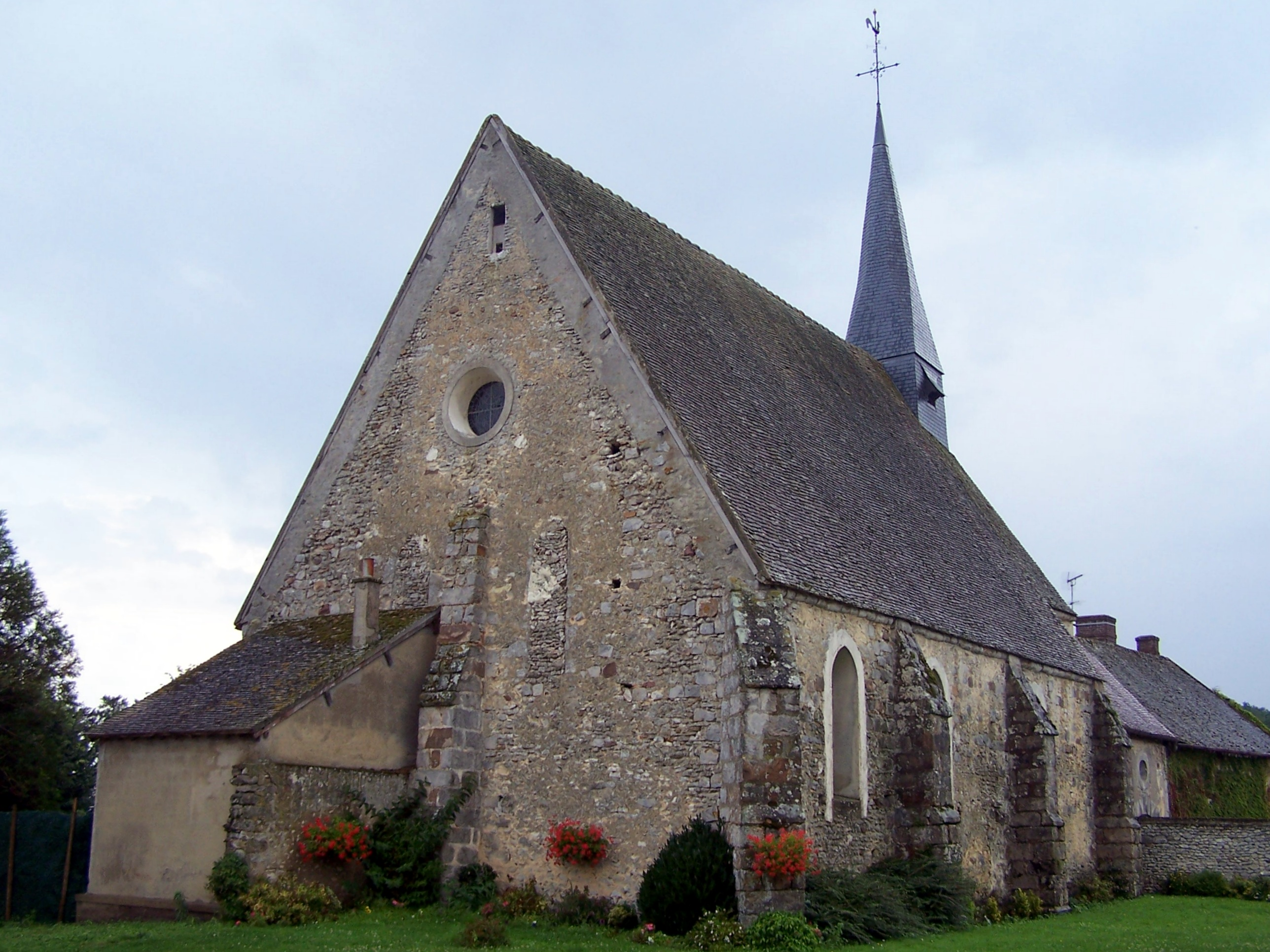
L'église Saint-Pierre.

### Lieux et monuments
- Église Saint-Pierre : église romane du XIIe siècle.
- Mare au trou Saint-Pierre (près de l'église).
- Lavoir construit en 1881.

### Personnalités liées à la commune
- Jean-Marie Tétart vit à Gressey.
- Sheila a habité quelques années à Gressey[réf. nécessaire].

### Héraldique
| Blason à dessiner | Blason  | D'azur à trois chevron, le 1er d'or, le 2e de gueules et le 3e componé de gueules et de sable de neuf pièces, accompagnés en chef, à dextre, d'un flanchis, à senestre d'une croisette et en pointe d'une fleur de lis, le tout d'or ; le tout enfermé dans une bordure diminuée d'argent chargée de dix-huit mouchetures d'hermine de sable. |
| Blason à dessiner | Détails | * Il y a là non-respect de la règle de contrariété des couleurs : ces armes sont fautives. Le statut officiel du blason reste à déterminer. |